# 1153年
| 千纪： | 2千纪 |
| 世纪： | 11世纪 \| 12世纪 \| 13世纪 |
| 年代： | 1120年代 \| 1130年代 \| 1140年代 \| 1150年代 \| 1160年代 \| 1170年代 \| 1180年代                                               |
| 年份： | 1148年 \| 1149年 \| 1150年 \| 1151年 \| 1152年 \| 1153年 \| 1154年 \| 1155年 \| 1156年 \| 1157年 \| 1158年                     |
| 纪年： | 癸酉年（鸡年）；西夏天盛五年；大理大宝五年；金天德五年，貞元元年；西辽绍兴三年；南宋紹興二十三年；越南大定十四年；日本仁平三年 |

## 大事记
- 中国
  - 金海陵王完颜亮于天德三年（1151年）四月颁布诏书决定自上京迁都燕京，并于本年三月正式迁都，改燕京为中都大興府，改汴京為南京開封府，為金國陪都。改元貞元。
- 中亞
  - 烏古斯人擒獲塞爾柱土耳其蘇丹艾哈邁德·桑賈爾，將其囚禁直至1156年，並攻下古都內沙布爾，塞爾柱土耳其陷入混亂，失去對波斯的控制，實際領土退縮至伊拉克和亞塞拜然一帶。